# Embalse de Salime
El embalse de Salime es un embalse español situado en el occidente del Principado de Asturias, sobre el cauce del río Navia. Fue inaugurado en el año 1955 y tiene una capacidad de 265,60 hm³.
Constituye el tercer embalse construido en el río Navia, tras los de Arbón y Doiras respectivamente.
Su presa es de tipo gravedad y tiene 128 metros de altura. Se sitúa en la confluencia de los concejos de Pesoz, Allande y Grandas de Salime. La carretera AS-14 discurre sobre la presa.
La superficie ocupada por las aguas es de 685 ha, ocupando terrenos de los concejos de Allande, Grandas de Salime e Ibias, en Asturias; y de Negueira de Muñiz, en Lugo, Galicia.
Su aprovechamiento es fundamentalmente hidroeléctrico, aunque se organizan también actividades lúdicas y recreativas.

## Historia

### El proyecto
La idea de construir una central hidroeléctrica en la zona comenzó a gestarse a mediados de 1940 en el emplazamiento que previamente había valorado Narciso Hernández Vaquero.
Sin embargo, no fue hasta los años inmediatamente siguientes al final de la Segunda Guerra Mundial cuando el proyecto, obra del ingeniero de caminos, canales y puertos Enrique Becerril y Antón-Miralles, que contó con la colaboración del arquitecto Joaquín Vaquero Palacios, comenzó a tomar forma.
Para sufragar los costos de las obras, las sociedades anónimas Hidroeléctrica del Cantábrico y Electra de Viesgo constituyeron en 1945, a partes iguales, la compañía Saltos del Navia en Comunidad, que fue respaldada por el Banco Urquijo, cuya oficina de estudios elaboró los proyectos e informes técnicos.

### Obras previas

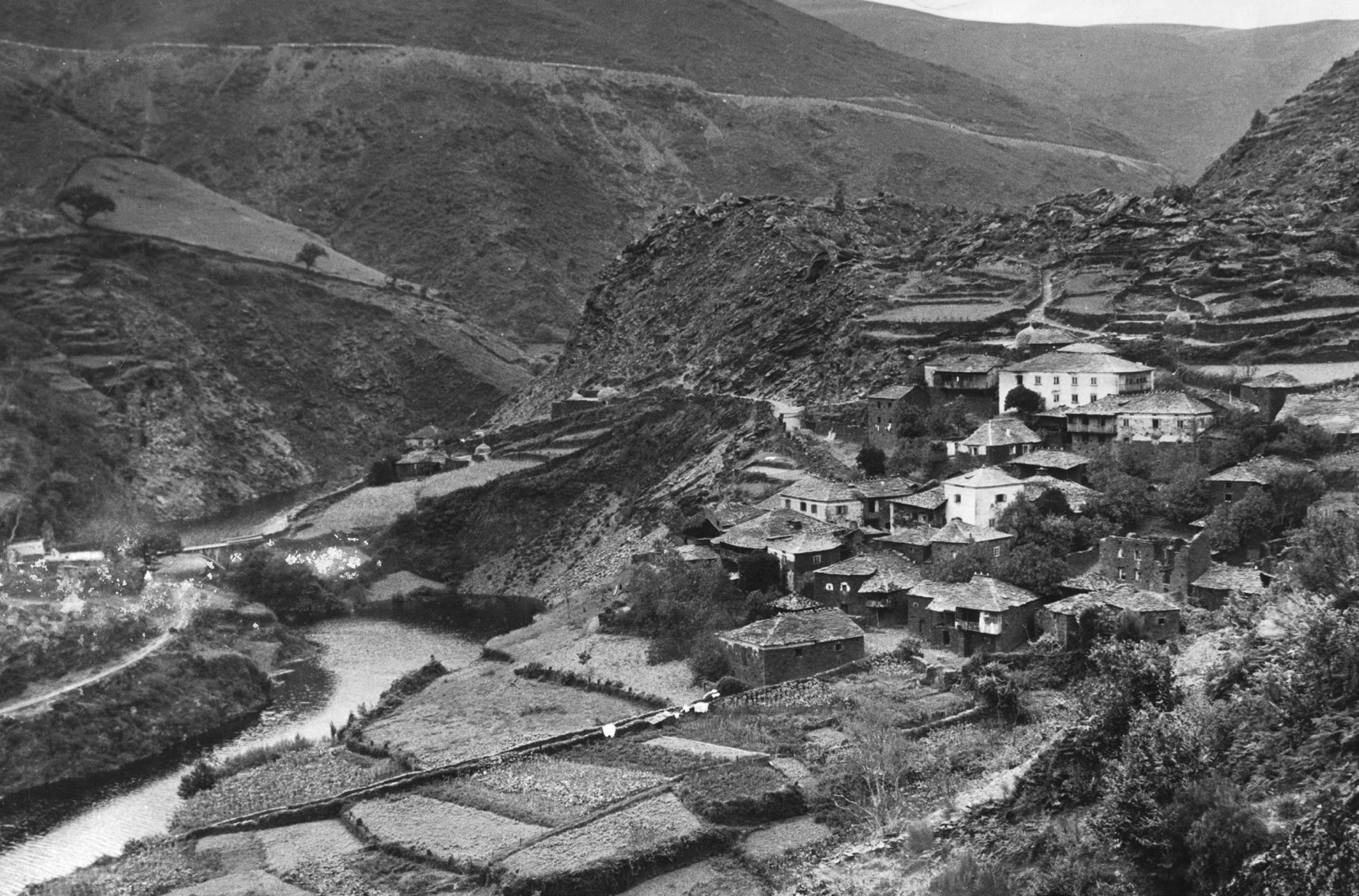
Vista del pueblo de Salime desde el Sur c.1952

En 1946 comenzaron las obras preliminares. Con el fin de dejar seco el lecho donde se levantaría la presa, fue necesario desviar el curso del río Navia, para lo que se excavó un túnel de 30 725 m³ y se revistió con 11 789 m³ de hormigón.
Además, el cemento para la fabricación de hormigón se producía a pie de obra, para lo que fue necesaria la construcción de varios silos y tolvas, y la búsqueda de una cantera cercana que fuese capaz de abastecer de piedra el enorme volumen necesario.
El abastecimiento de clinker, yeso y otros materiales que procedían por vía marítima, se realizaba a través de un teleférico de 36 km de longitud que llegaba hasta el pantalán de El Espín. En su momento, fue el mayor de los teleféricos construidos en España, llegando a contar con ocho estaciones.
También se construyeron ataguías, almacenes, carreteras, planos inclinados, etc. y cuatro poblados para cobijar a los más de 3500 obreros venidos de otras regiones de España, principalmente de Andalucía.

### La presa

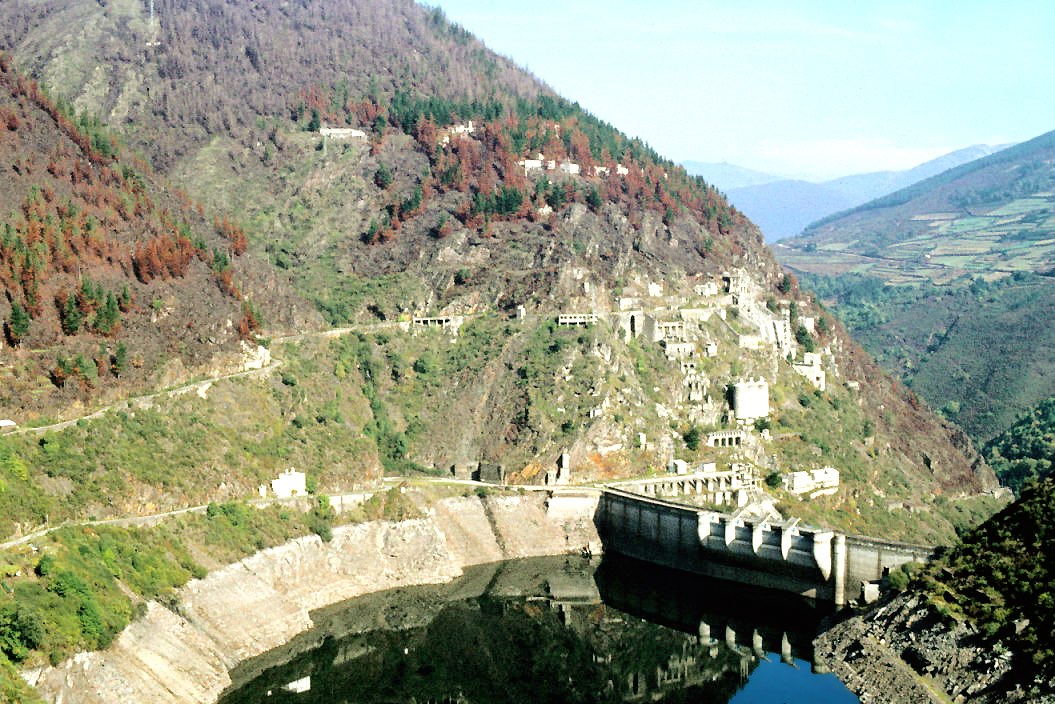
Presa de Salime a finales de la década de 1970

El grueso de la obra, la presa y la central, se construyeron entre 1948 y 1953. Fue necesario utilizar 630 000 m³ de hormigón. Se levantó una presa de gravedad con taludes del 5 % aguas arriba y del 72 % aguas abajo, con un radio de 400 metros en su coronación, y con una altura sobre cimientos de 132 metros; lo que en su día la situaba como la mayor presa de España y la segunda de Europa. Constituyó uno de los primeros exponentes del gigantismo que presidió muchos proyectos similares en la España de mediados del siglo XX.
Su masa es de 80 000 toneladas. En la parte superior, tiene una longitud de 250 metros, en cuyo centro se encuentran los cuatro aliviaderos, con compuertas de 12 metros de largo por 7 de alto, cada una; que constituyen una capacidad de desagüe de 2000 m³ por segundo.
Está situada 22 km aguas arriba del embalse de Doiras, y para construirla se tuvieron que sobrepasar enormes dificultades. España estaba sumida en las escaseces de su posguerra y sufría el embargo de las potencias vencedoras en la Segunda Guerra Mundial, por su parte afectadas por sus propias posguerra. El proyecto sin embargo se completó en 1955 a pesar de la escasez de medios. Aunque las Naciones Unidas había decretado el embargo al régimen de Franco, la empresa británica English Electric suministró las turbinas y generadores, imprescindibles para la producción de energía eléctrica.

### Puesta en funcionamiento
Una vez construida la presa, pero aún sin terminar su coronación, el 23 de septiembre de 1953 se taponó el túnel de desvío de aguas y comenzó el embalse del río Navia. Dos meses después, el 23 de noviembre, las aguas alcanzaron el nivel del aliviadero provisional acondicionado en los bloques centrales. El 19 de diciembre se acopló a la red eléctrica nacional y comenzó a producir energía el primer grupo generador  que se puso en funcionamiento (de hecho el actual n.º 4). Otros dos lo hicieron en junio y diciembre de 1954, y el cuarto y último el 31 de marzo de 1955. La inauguración oficial del conjunto se celebró el 24 de agosto de 1955.

### Impacto en la zona
El embalse cambiaría para siempre la fisonomía de la ribera del Navia, aguas arriba de la presa. Fue necesario inundar 1995 fincas, con más de 3000 parcelas, 25 360 árboles maderables, 13 800 frutales y 14 051 pies de vid; lo que supone 685 hectáreas que, además, incluyen laderas sin cultivo, fincas urbanas, ruinas, patios, corrales, ocho puentes, cinco iglesias, varias capillas y cuatro cementerios.
Además, fueron numerosas las carreteras y caminos que quedaron cortados al inundar las aguas del embalse parte de sus trazados, como la antigua C-630, entre Berducedo y Grandas de Salime a través de San Martín del Valledor, Villarpedre y el valle del río del Oro, lo que motivó la construcción de la actual carretera AS-14, a través de la parte superior de la presa, y que la empresa propietaria de la central quedara obligada a mantener un servicio gratuito de barcas que cruzaban el embalse entre los puntos en que las aguas cubrían dicha antigua carretera.
Algo similar ocurrió entre las localidades lucenses de San Pedro de Ernes y Entralgo; o entre Barcela y Negueira, donde también se establecieron pasos con barcas.

## Central hidroeléctrica de Salime
La central de Salime es una central hidroeléctrica situada bajo el aliviadero de la presa del embalse del mismo nombre.
Cuenta con cuatro grupos generadores de 32 MW cada uno, que entregan la energía a una tensión de 11 000 voltios, y que fueron puestos en explotación comercial entre 1953 y 1956, lo que se traduce en una potencia total de 128 MW y una energía producida en año medio de 350 GWh.
Las turbinas son tipo Francis vertical, alimentadas por tuberías de 2,5 metros de diámetro, capaces de evacuar un caudal de 152 m³/s. Originalmente evacuaba la energía eléctrica generada a través de una red de 132 kV que llegaba hasta La Corredoria, pero actualmente se encuentra desmantelada casi en su totalidad por haber sido sustituía entre 2009 y 2015 por 2 líneas de 400 kV que transportan la energía al centro de la región y hacia Galicia.
Hoy, pertenece a la sociedad Saltos del Navia C.B., participada al 50 % por HC Energía y Endesa Generación.

## Arte
El arquitecto Joaquín Vaquero Palacios y su hijo, Joaquín Vaquero Turcios, tuvieron tiempo para dotar a las instalaciones de diversos elementos ornamentales y decorativos.
El primero, se encargó de la fachada principal de la galería por la que se accede al interior de la central, adornándola con varios relieves de hormigón formando un mural que representa el proceso de producción de energía eléctrica.
Por su parte, Vaquero Turcios diseño un mirador colgante en la margen derecha del río, conocido como La Boca de la Ballena, desde el que se puede admirar todo el conjunto. Suyos son también los murales que adornan la sala de turbinas. El de mayor tamaño (60 metros de largo por 5 de alto) representa todo el proceso constructivo de la central, recogiendo desde los primeros estudios hasta la distribución de la energía eléctrica, pasando por la primera reunión del consejo de administración o el éxodo de la población de los lugares que serían anegados por las aguas.
Además, Vaquero Turcios había pensado dibujar los rostros de Picasso, Einstein, Planck y Freud. Sin embargo, la censura de la época truncó esa idea. Con motivo de la restauración en los murales realizada en el año 2001, Vaquero Turcios rescató esa vieja idea, y decidió llevarla a cabo; estando los rostros de los citados personajes presidiendo la sala de turbinas desde entonces.
Otro proyecto truncado en aquella época, fue el de rematar la coronación del salto con dos grandes figuras escultóricas. Se barajaban dos ideas: por una parte, se pensó en la fuerza del caballo; y por otra, en el oso pardo, como símbolo de potencia y debido a la proximidad de su hábitat. Sin embargo, ninguna idea terminó de convencer a los autores.